# Óc Eo

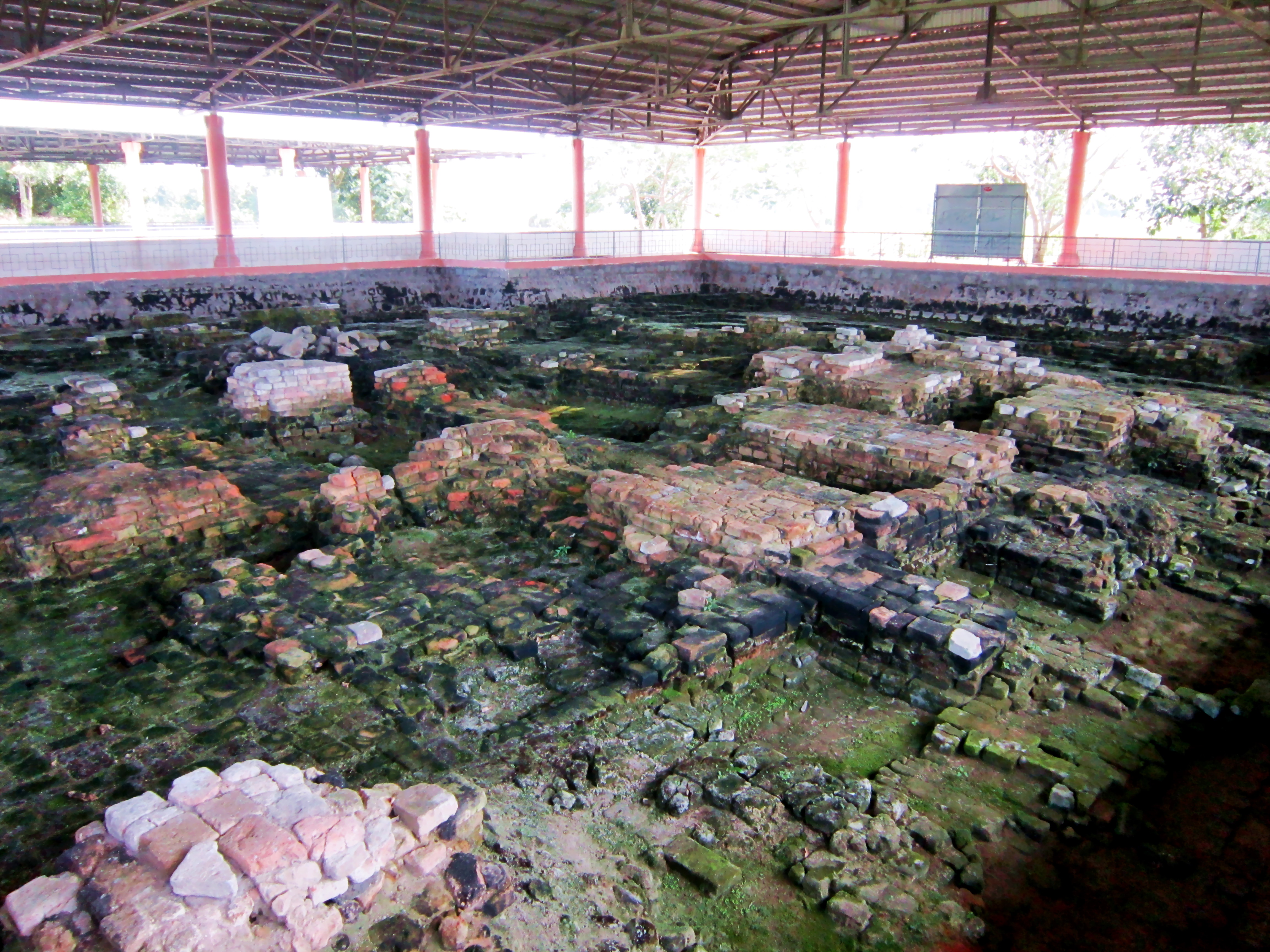
Di tích Gò Cây Thị A

Óc Eo là một di chỉ khảo cổ tại khu vực núi Ba Thê thuộc tỉnh An Giang, Việt Nam. Di chỉ này do nhà khảo cổ học người Pháp Louis Malleret ở trường Viễn Đông Bác Cổ chủ trì khai quật lần đầu tiên vào năm 1944.

## Lịch sử
Vào năm 1879, bác sĩ hải quân A.Corre đã thông báo về những cổ vật đầu tiên được cho là thuộc một nền văn hóa cổ đại mà ông thu thập được tại chân núi Ba Thê. Nhiều thập niên sau đó, có nhiều quan chức và nhà khoa học Pháp cũng đã đến đây và phát hiện thêm nhiều cổ vật. Từ năm 1937, L.Malleret đã tiến hành khảo sát, nghiên cứu tại khu vực Ba Thê và ghi nhận hàng loạt di tích phân bố trên các gò thấp, hệ thống kênh cổ. Qua các không ảnh, ông đã xác định được dấu vết một thành phố cổ. Trên cơ sở các cuộc khai quật vào năm 1944, L.Malleret cũng đã xác định được vòng thành. Ông nhận định cánh đồng ở phía đông nam núi Ba Thê là một đô thị cổ và đặt tên là thị cảng Óc Eo (theo tên địa điểm gò Óc Eo, một gò đất trên cánh đồng). Bên cạnh đó, với những phát hiện này, giới khảo cổ học đã chính thức công nhận nền văn hóa hình thành, phát triển ở khu vực đồng bằng Nam Bộ từ thế kỷ I đến thế kỷ VII sau Công nguyên (lúc bấy giờ thuộc vương quốc Phù Nam) và đặt tên là văn hóa Óc Eo.
Sau cuộc khai quật năm 1944, việc nghiên cứu khảo cổ tạm thời bị gián đoạn do chiến tranh. Từ những năm 1980, các nhà khảo cổ học Việt Nam đã có nhiều đợt khai quật và nghiên cứu các di tích thuộc văn hóa Óc Eo ở An Giang nói riêng và các tỉnh thành Nam Bộ nói chung. Một số di tích tiêu biểu tại khu vực Óc Eo – Ba Thê đã được khai quật và bảo tồn bao gồm: Nam Linh Sơn Tự, Gò Cây Me, Gò Út Trạnh, Gò Óc Eo, Gò Cây Thị A và B, Gò Giồng Cát...

## Di tích quốc gia đặc biệt
Di tích khảo cổ và kiến trúc nghệ thuật Óc Eo – Ba Thê nằm trên địa bàn thị trấn Óc Eo, huyện Thoại Sơn, tỉnh An Giang, có tổng diện tích quy hoạch bảo tồn khoảng 433,2 ha; trong đó, diện tích khu vực sườn và chân núi Ba Thê (khu A) là 143,9 ha, cánh đồng Óc Eo (khu B) là 289,3 ha. Di tích gồm các loại hình tiêu biểu: di tích kiến trúc, di chỉ cư trú, di chỉ mộ táng, di chỉ xưởng, hệ thống giao thông thủy, baray (hồ chứa nước).
Ngày 27 tháng 9 năm 2012, Thủ tướng Chính phủ đã ký ban hành Quyết định số 1419/QĐ-TTg xếp hạng di tích khảo cổ và kiến trúc nghệ thuật Óc Eo – Ba Thê là di tích quốc gia đặc biệt.